# 西尼齊亞河

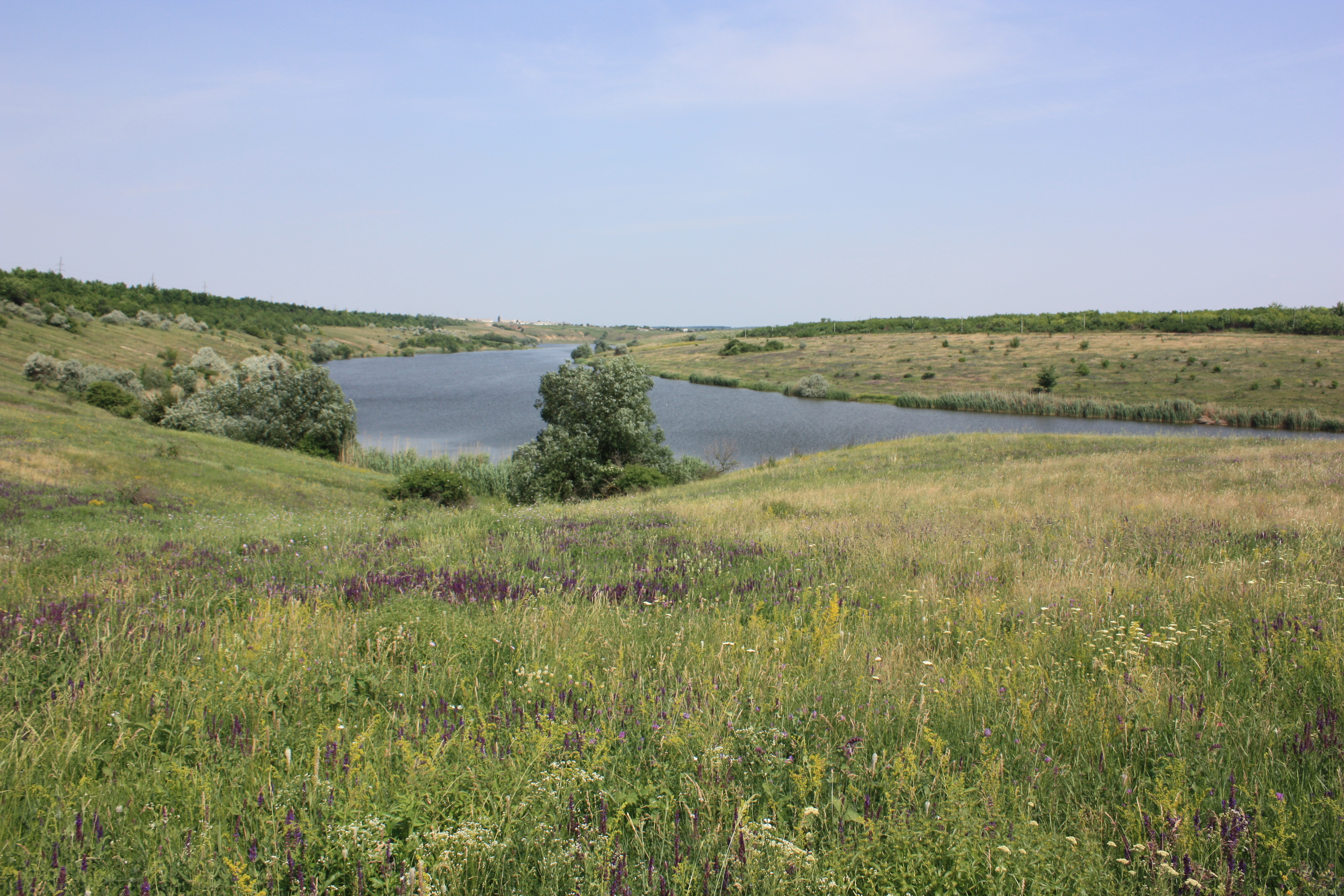

西尼齊亞河（烏克蘭語：Синиця），是烏克蘭的河流，位於該國中部，屬於南布格河的左支流，發源自西尼齊亞西北部，流經切爾卡瑟州和基洛夫格勒州，河道全長79公里，流域面積765平方公里。